# Robert Barro
Robert Joseph Barro (født 28. september 1944) er en kendt nyklassisk amerikansk makroøkonom og Paul M. Warburg-professor i økonomi ved Harvard University. Sammen med Robert Lucas og Thomas J. Sargent regnes han for en af grundlæggerne af nyklassisk økonomi. Han er verdens næstmest citerede økonom (efter Andrei Shleifer) ifølge RePEc-databasen (Research Papers in Economics, marts 2015).
Barro fik en B.S. i fysik fra California Institute of Technology i 1965 og en Ph.D-grad i økonomi fra Harvard University i 1970.
Han fik bred opmærksomhed med en artikel fra 1974 med titlen "Are Government Bonds Net Wealth?", hvor han argumenterer for, at borgerne vil tilpasse opsparingen til statens gæld, idet de vil forvente at de selv eller deres efterkommere vil skulle servicere denne gennem skattebetalinger. Under forudsætningerne i artiklen (blandt andet rationelle forventninger og en uendelig tidshorisont) vil offentlige udgifter finansieret ved gældsætning blive modsvaret af privat opsparing og derfor ikke have nogen ekspansiv effekt på økonomien.
I 1976 kom han med en anden indflydelsesrig artikel "Rational expectations and the role of monetary policy", hvor han argumenterer for, at pengepolitik kun vil have reale økonomiske konsekvenser, såfremt borgerne overraskes og ikke gennemskuer denne. Hvis pengepolitikken er forudsigelig, vil den derimod være uden effekt.
I 1983 anvendte han et tilsvarende argument om asymmetrisk information på centralbankers rolle og konkluderede, at centralbanker for at have troværdighed i bekæmpelsen af inflation må have inflationsmål, der ikke kan brydes for at begrænse arbejdsløshed.
En lærebog i indledende makroøkonomi fra 1984, Macroeconomics, er udkommet i talrige oplag, og hans bog om vækstteori fra 1995 (med Xavier Sala-i-Martin), Economic Growth, er tilsvarende blevet en udbredt bog i undervisningen på en række universiteter verden over.